# HD 3431
HD 3431 è una stella ipergigante bianca visibile nella costellazione di Andromeda, distante circa 654 anni luce dal Sistema solare.

## Osservazione

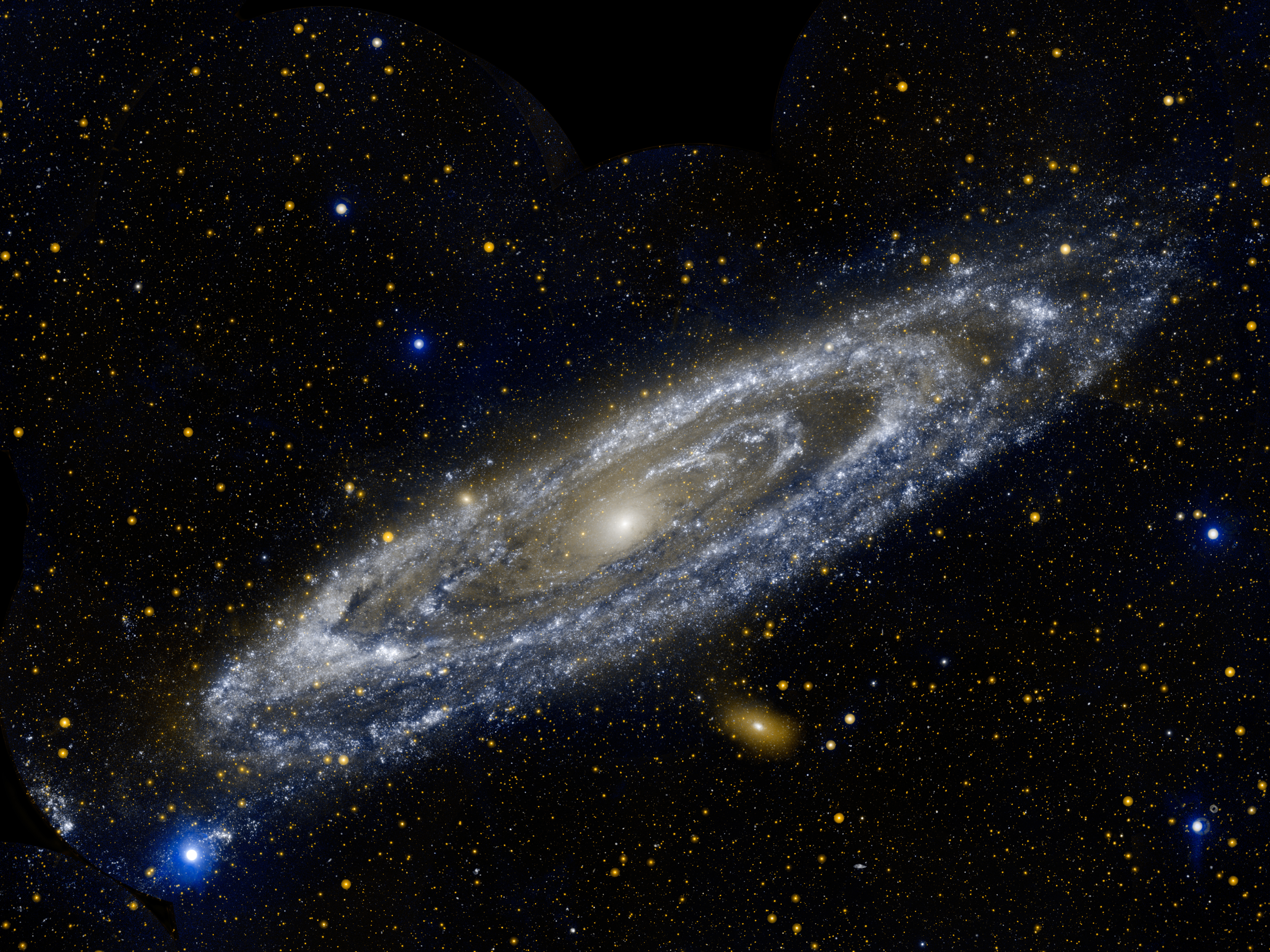
HD 3431 è la stella brillante in prossimità dell'angolo inferiore sinistro in questa immagine nell'ultravioletto della Galassia di Andromeda, ripresa dal telescopio spaziale GALEX.

Può essere osservata da entrambi gli emisferi terrestri, sebbene la sua declinazione settentrionale favorisca notevolmente gli osservatori dell'emisfero nord; dalle regioni boreali si presenta estremamente alta nel cielo nelle notti d'autunno, mostrandosi persino circumpolare dalle regioni più settentrionali e della fascia temperata medio-alta, come l'Europa centro-settentrionale e il Canada, mentre dall'emisfero australe resta sempre molto bassa, ad eccezione delle aree prossime all'equatore. È comunque visibile da buona parte delle aree abitate della Terra. Il periodo migliore per la sua osservazione nel cielo serale è quello compreso fra settembre e marzo; nell'emisfero boreale è uno degli oggetti più caratteristici dei cieli autunnali. Con una magnitudine apparente di 6,8, non è visibile ad occhio nudo.
Prospetticamente, appare assai prossima alla Galassia di Andromeda.